# Sylwia Gliwa

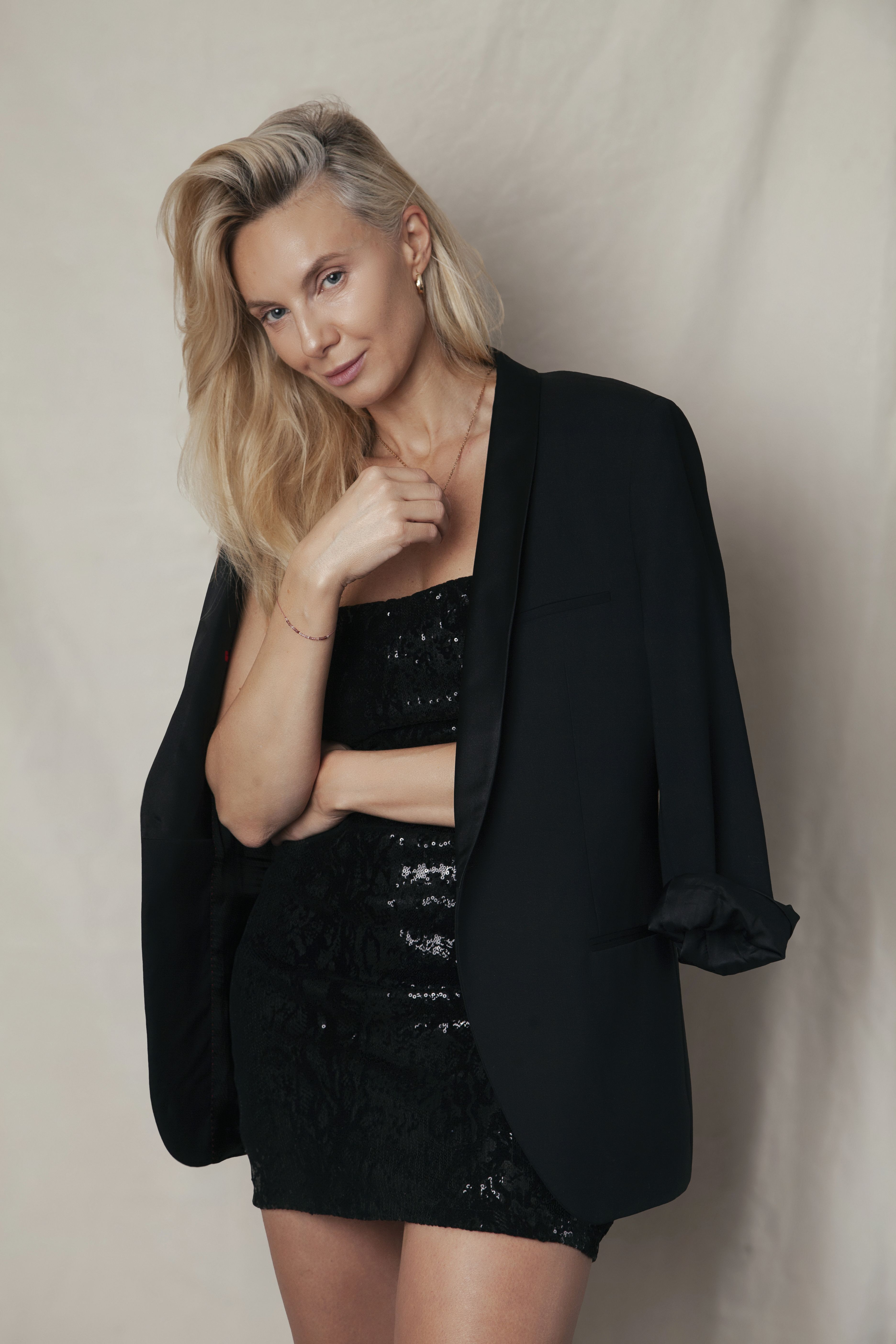
Sylwia Gliwa (2024)

Sylwia Gliwa (* 7. Juni 1978 in Tarnowskie Góry, Polen) ist eine polnische Schauspielerin.

## Leben
An der Theaterakademie in Warschau erlernte sie den Beruf der Schauspielerin. Direkt nach dem Abschluss 2001 erweiterte sie ihre Ausbildung am Lee Strasberg Theatre and Film Institute in New York. Ihre ersten Auftritte hatte sie in Fernsehserien wie zum Beispiel Klan oder Na Wspólnej. Neben ihren Fernsehauftritten spielte Sylwia Gliwa Theater in Warschau, zum Beispiel in dem Stück Barbaren. Ihren ersten Film, Afera na zamku Bartenstein drehte sie 2005. Ihr erfolgreichster Film ist Karol – Ein Mann, der Papst wurde.
2011 war sie in einer erotischen Fotostrecke in der polnischen Ausgabe des Playboy zu sehen.

## Filmografie
- 2001–2002: Na dobre i na zle (Fernsehserie)
- 2002–2003: Kasia i Tomek (Fernsehserie)
- 2003: Na Wspólnej (Fernsehserie)
- 2005: 1409. Afera na zamku Bartenstein
- 2005: Siedem grzechów popcooltury
- 2005: Karol. Ein Mann, der Papst wurde
- 2006–2007: Kopciuszek (Fernsehserie)
- 2007: Dzisiaj jest piatek
- 2009: Doreczyciel (Fernsehserie)
- 2008–2009: Ranczo (Fernsehserie)
- 2009–2010: Pierwsza milosc (Fernsehserie)
- 2010: Fenomen